# Sisyrinchium arrayanicum
Sisyrinchium arrayanicum är en irisväxtart som beskrevs av Pierfelice Ravenna. Sisyrinchium arrayanicum ingår i släktet gräsliljor, och familjen irisväxter. Inga underarter finns listade i Catalogue of Life.